# پالارس سوبیرا
پالارس سوبیرا (به اسپانیایی: Pallars Sobirá) یک منطقهٔ مسکونی در اسپانیا است که در استان لریدا واقع شده‌است. پالارس سوبیرا ۱٬۳۷۸٫۰ کیلومتر مربع مساحت و ۷٬۲۲۰ نفر جمعیت دارد.